# Cherokee (Caroline du Nord)
Cherokee est une census-designated place située dans les comtés de Jackson et de Swain dans l’État de Caroline du Nord aux États-Unis. En 2010, sa population est de 2 138 habitants.

## Démographie
| 2000  | 2010  | - | - | - | - |
| ----- | ----- | - | - | - | - |
| 2 097 | 2 138 | - | - | - | - |

## Source
- (en) Cet article est partiellement ou en totalité issu de l’article de Wikipédia en anglais intitulé « Cherokee, North Carolina » (voir la liste des auteurs).